# HD 172831
HD 172831，又名BD-07 4670，SAO 142525、HR 7024，是一颗恒星，视星等为6.15，位于銀經25.63，銀緯-1.27，其B1900.0坐标为赤經18h 37m 12.3s，赤緯-7° -1.27′ 12″。